# Liste der Botschafter der Vereinigten Staaten in Osttimor

Die Vereinigten Staaten (orange) und Osttimor (grün)

Diese Liste führt die Botschafter der Vereinigten Staaten in Osttimor auf.

## Hintergrund

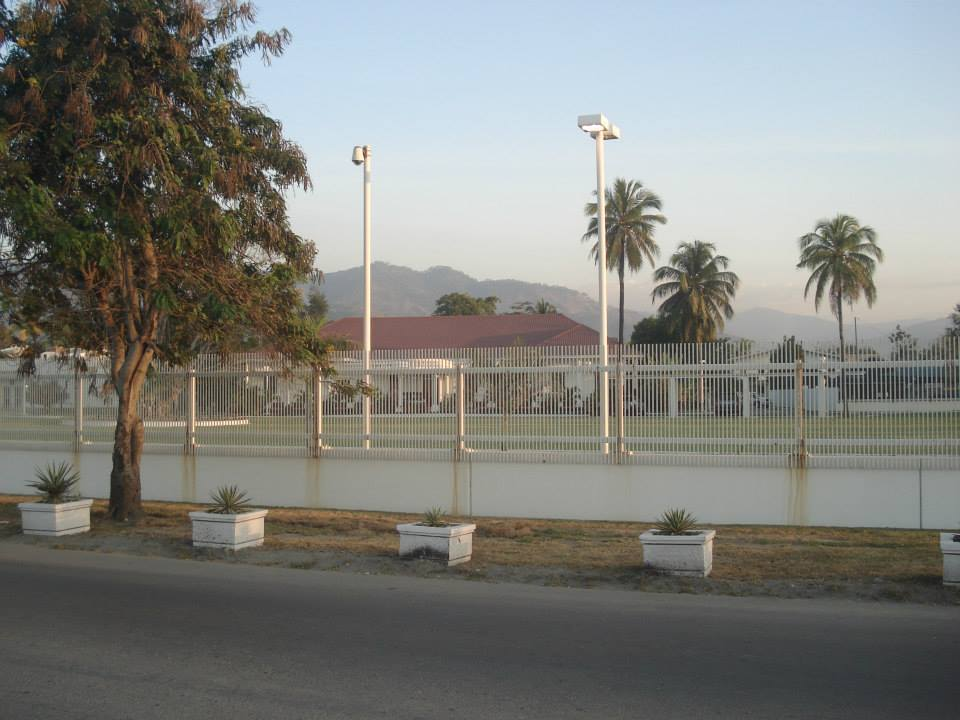
Botschaft der Vereinigten Staaten in Dili

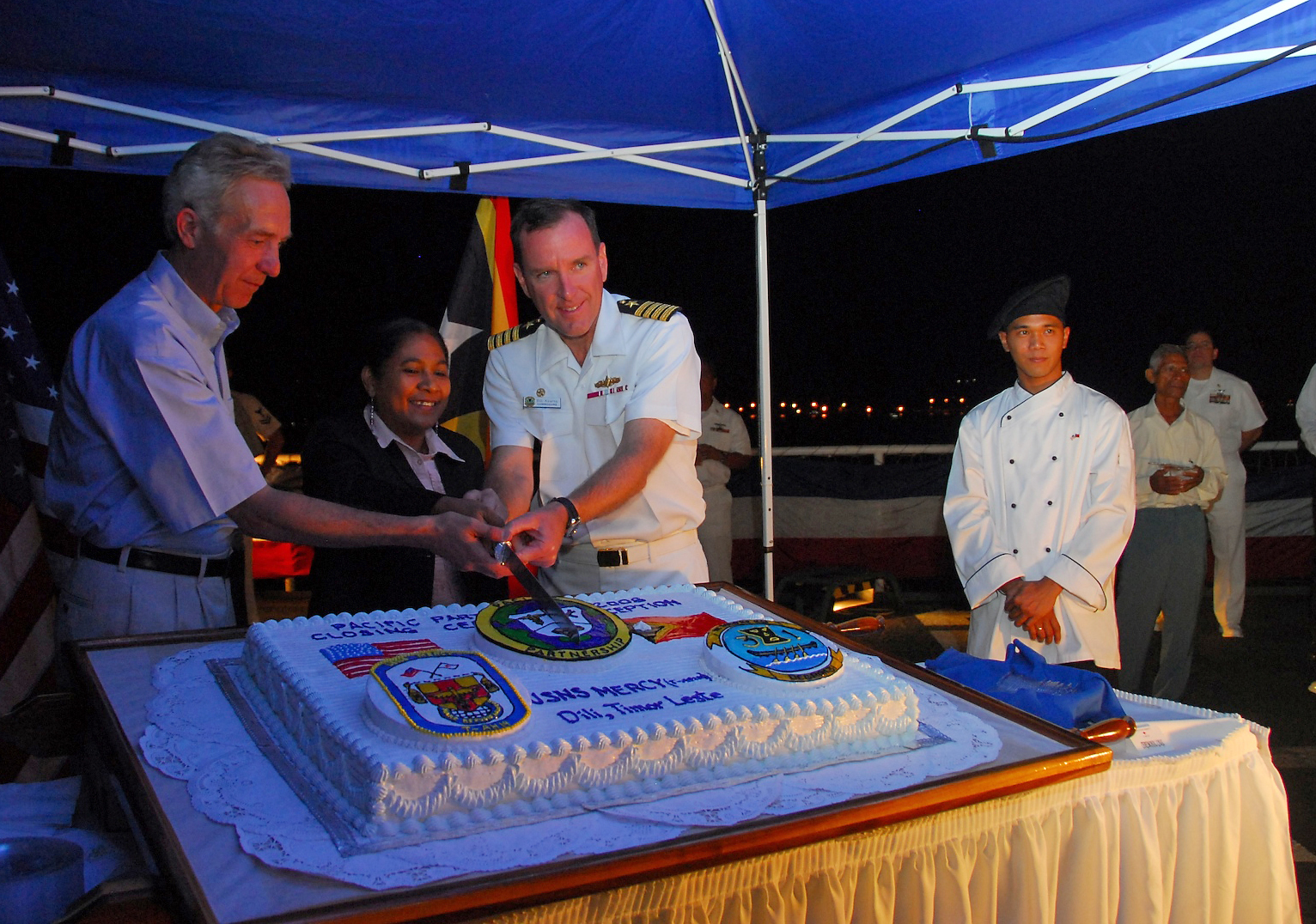
US-Botschafter Hans G. Klemm mit Vizeparlamentspräsidentin Maria da Paixão da Costa an Bord der USNS Mercy in Dili

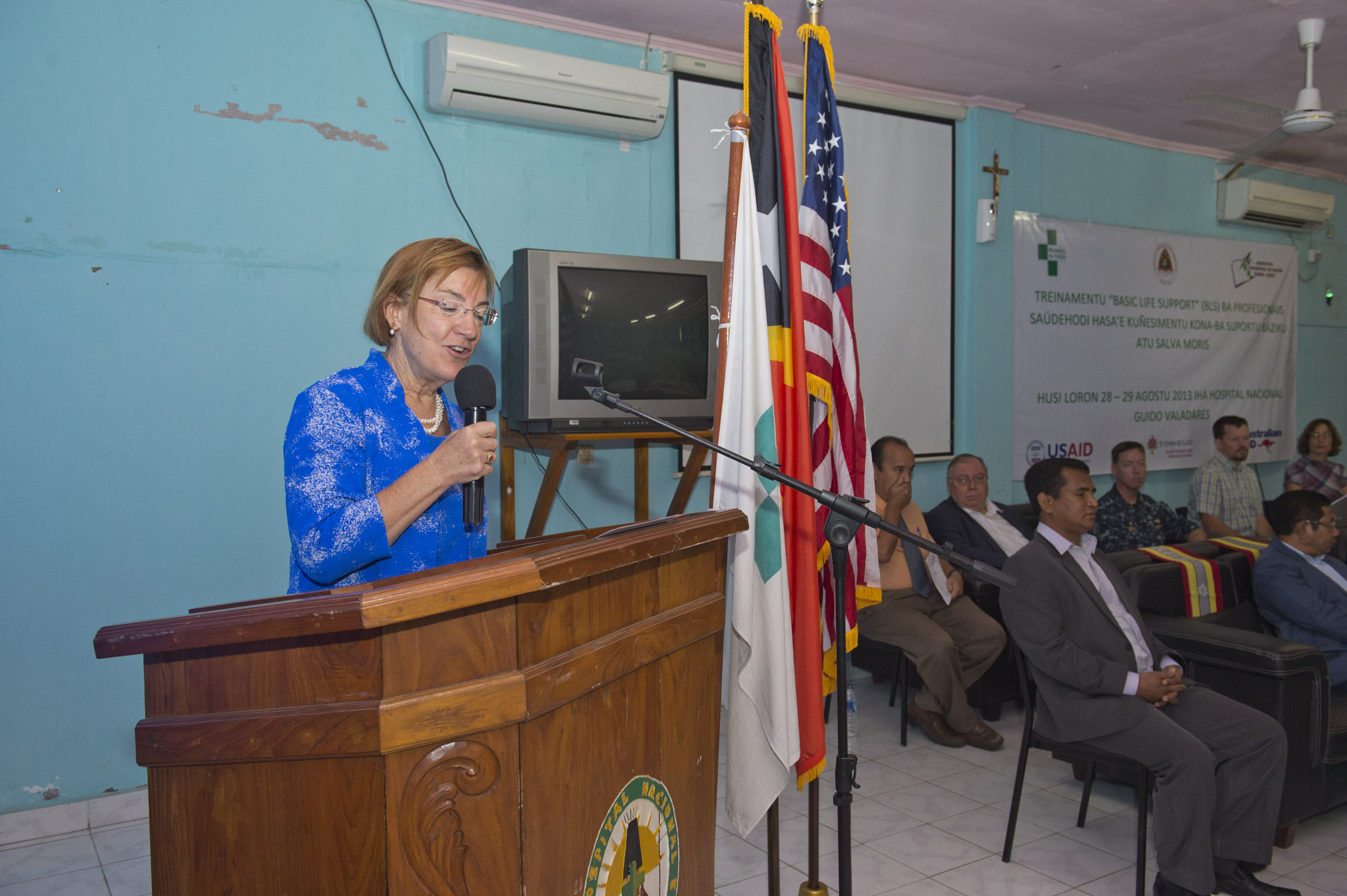
Botschafterin Judith Fergin bei einer Veranstaltung im Hospital Nacional Guido Valadares

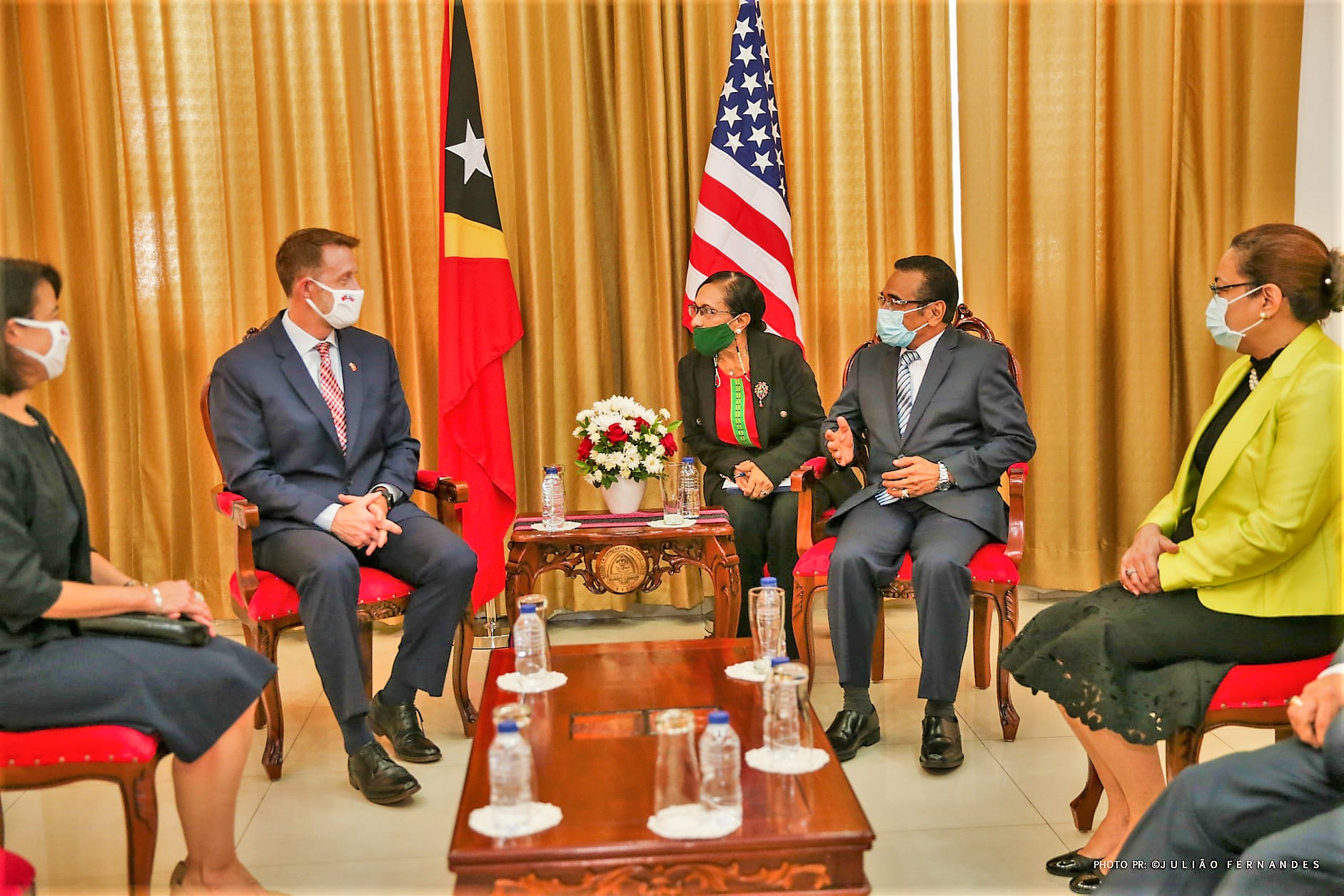
Charles Kevin Blackstone und Präsident Francisco Guterres

Mit Wiedererlangung der Unabhängigkeit Osttimors am 20. Mai 2002 nahmen die Vereinigten Staaten offiziell diplomatische Beziehungen auf und eröffneten ihre Botschaft. In ihr arbeiten derzeit (2015) 180 Personen, 20 davon sind US-Bürger.
Die Botschaft der Vereinigten Staaten befindet sich an der Avenida de Portugal, am Praia dos Coqueiros im Nordwesten des Sucos Fatuhada in Osttimors Landeshauptstadt Dili.
| Name                     | Bild               | Amtszeit                            | Anmerkungen |
| Vereinigte Staaten       | Vereinigte Staaten | Vereinigte Staaten                  | Vereinigte Staaten |
| ------------------------ | ------------------ | ----------------------------------- | --- |
| Shari Villarosa          |                    | 20. Mai 2002 – 10. Dezember 2002    | Chargé d’Affaires |
| Grover Rees III          |                    | 2003 – September 2006               | |
| William Gary Gray        |                    | 2006–2007                           | Charge d'Affaires |
| Hans G. Klemm            |                    | 12. Juni 2007 – 25. Mai 2010        | |
| Judith R. Fergin         |                    | 16. September 2010 – Dezember 2013  | |
| Karen Clark Stanton      |                    | 16. Januar 2015 – 22. Dezember 2017 | |
| Kathleen M. Fitzpatrick  |                    | 2018–2020                           | Nominiert: 19. Juli 2017, Vereidigt: 22. Dezember 2017 Akkreditierung: 19. Januar 2018. Verabschiedung: 17. November 2020 |
| Charles Kevin Blackstone |                    | 2021                                | Vereidigung am 6. Januar 2021 Übergabe der Akkreditierung am 19. März 2021. Rücktritt am 2. August 2021.                  |
| Thomas Daley             |                    | August 2021 – 2023                  | Amtsübernahme als Chargé d’Affaires am 9. August 2021                                                                     |
| Donna Ann Welton         |                    | seit 2024                           | Akkreditierung: 16. Juli 2024                                                                                             |